# 플로어볼
플로어볼(floorball)은 농구코트보다 약간 넓은 플로어(floor)에서 부드러운 플라스틱 재질로 만들어진 스틱과 볼을 사용하여 두 팀 간에 시합을 치러 정해진 시간 동안 상대팀보다 더 많은 점수를 얻은 팀이 승리하는 스포츠 경기를 말한다.

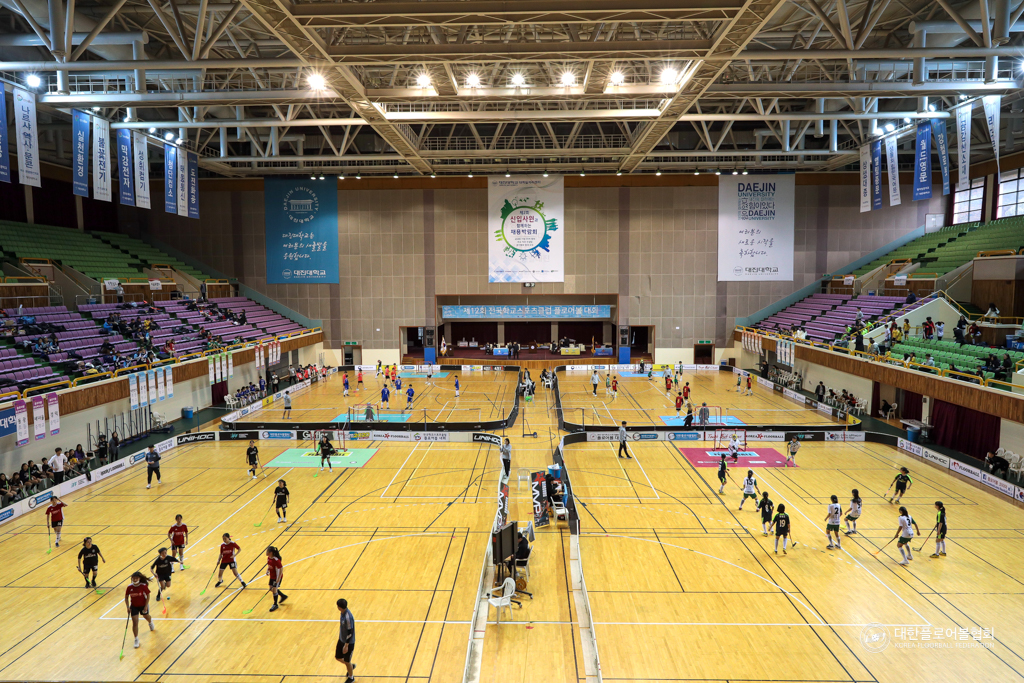
플로어볼 경기장

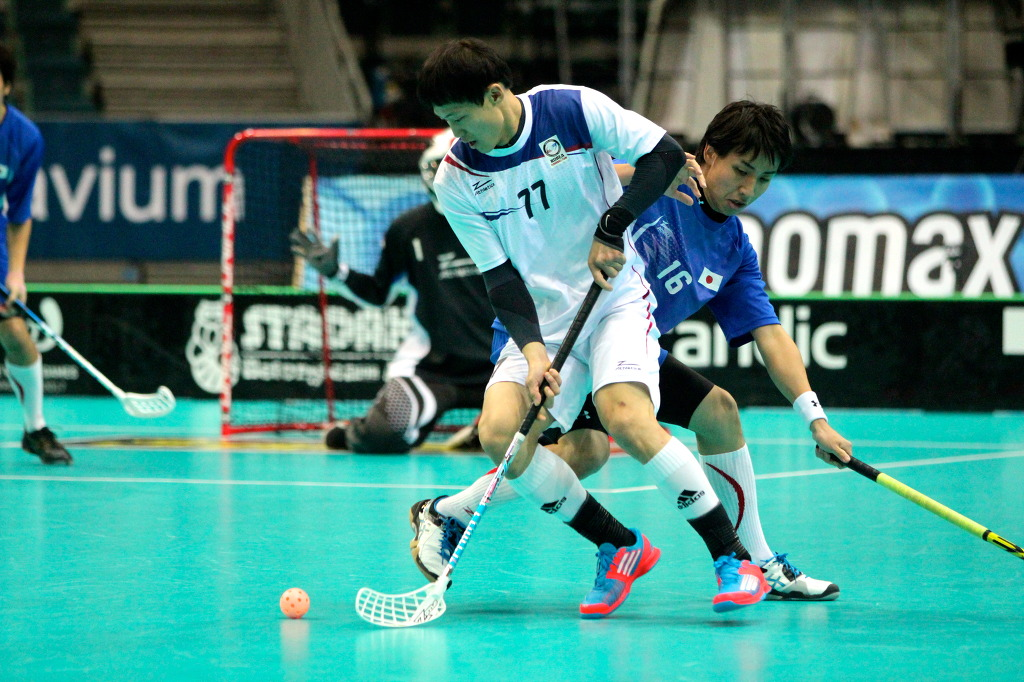
우레탄 재질 경기장에서 플로어블을 하는 선수

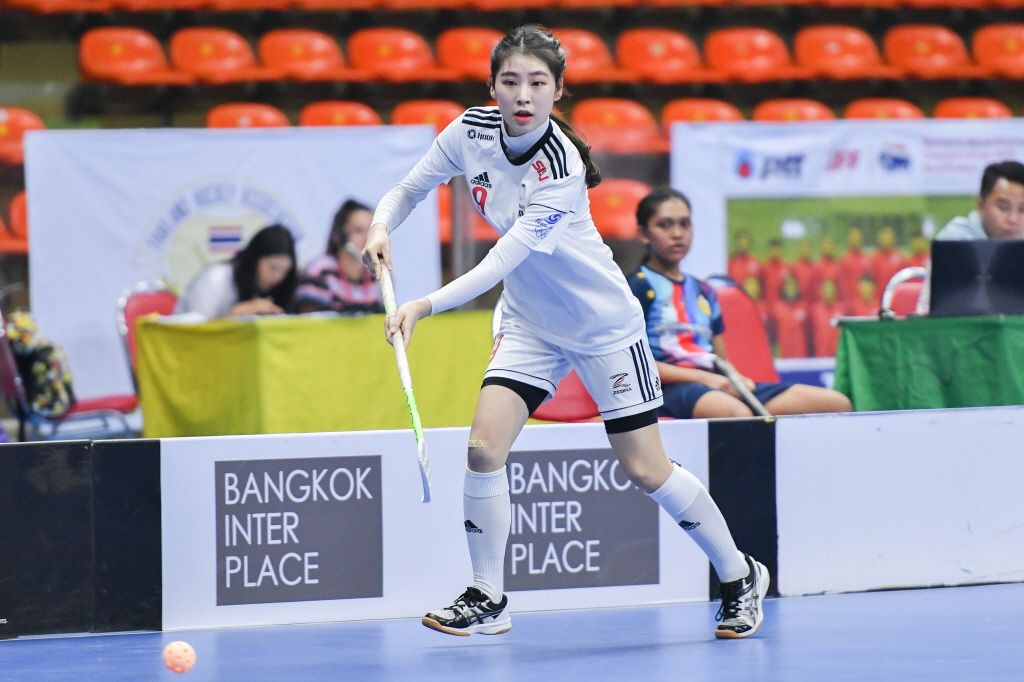
우레탄 재질 경기장에서 플로어볼을 하는 선수

## 역사

### 국제 플로어볼 역사
1960년대 후반 스웨덴의 YMCA와 같은 스포츠클럽에서 플라스틱 스틱과 볼을 이용하여 놀이형태로 하키형 게임을 즐기기 시작하였다. 그 당시 스웨덴에서는 얼음위에서 하는 11인제 하키 경기인 ‘Bandy'라는 스포츠가 있었는데 실내에서 Bandy를 한다고 해서 스웨덴에서는 “Innebandy'로, 핀란드에서는 ‘Salibandy'라는 이름으로 각각 발전하였다. 눈이 많이 내리는 스웨덴의 기후 특성상 실내 스포츠 종목이 발전하면서 플로어볼도 이러한 환경적 영향 때문에 특히 북유럽에서 발전을 이루었다.
이후 주변 유럽지역으로 소개되며 유럽 대부분의 나라에 플로어볼이 보급되었다. 플로어볼이 올림픽 스포츠가 아님에도 불구하고 이들 나라에서 성장할 수 있었던 원동력은 장비의 발전과 함께 선진화된 스포츠 클럽문화가 이미 정착되었기 때문이다.
현재 종주국 스웨덴의 경우 학교나 유소년 클럽, 사회인 클럽 등을 통해 확산되어 축구 다음으로 두 번째로 인기 있는 스포츠로 정착을 하였다. 스톡홀름 같은 대도시는 8부 리그 그리고 작은 도시는 기본 5부 리그가 운영되고 있으며 전문 프로 선수들이 경기하는 "Swedish Super League"가 운영되고 있다. 구기 종목임에도 불구하고 여자 클럽 팀이 남자 클럽 팀 보다 많다는 점이 특징이다.

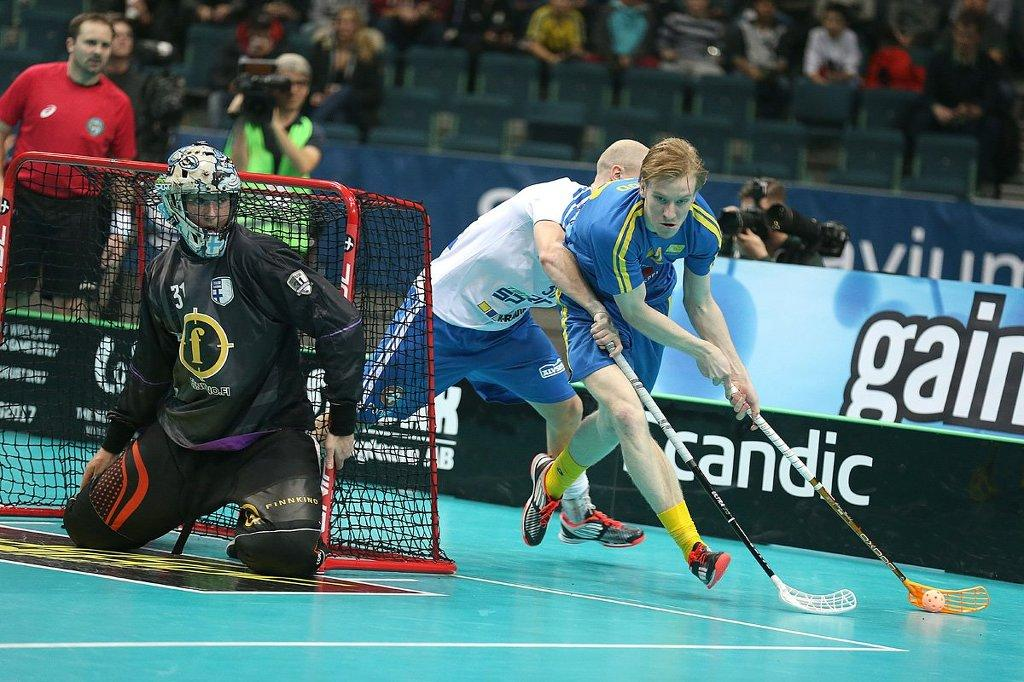
세계선수권대회 결승전 (스웨덴 vs 핀란드)

1986년 4월 12일 스웨덴, 핀란드, 스위스 세 나라가 국제플로어볼협회(IFF)를 설립하면서 다른 여러 국가에서도 관심을 보이기 시작하였다. 이후 회원국의 수가 늘어나 현재는 전 세계 74개국 이상(2020년도 기준)이 활발하게 활동을 하고 있다. 유럽을 비롯한 세계 각국의 플로어볼에 대한 관심과 참여가 증대되면서 2004년 5월 GAISF(국제 스포츠단체 총연합회)에 정식 종목으로 채택되었고 2011년 7월 남아공 더반에서 개최된 국제올림픽위원회(IOC) 총회에서는 플로어볼 종목을 정가맹 경기종목으로 승인하였으며 또한 2015년 SEA Games(동남아시안게임,싱가포르 개최) 및 2021 World Games(미국 개최)을 비롯한 FISU 세계대학선수권대회에 정식 종목으로 참가한다.
또한 2013년 평창동계스페셜올림픽에 처음으로 시범종목으로 선보인 플로어볼은 2017년 오스트리아 동계스페셜올림픽부터는 정식종목으로 참여를 한다. 이를 바탕으로 국제플로어볼협회(IFF)를 비롯한 전 세계 회원국은 플로어볼의 국제적인 성장과 스포츠로서의 가치를 확대하기 위해 유스올림픽 및 하계올림픽 종목 채택에 노력하고 있다.
이와 함께 아시아&오세아니아플로어볼연맹(AOFC)은 지속적으로 매년 아시아선수권대회를 개최하고 있으며 Asian Indoor & Martial Arts Games 2021(실내무도아시안게임-태국) 정식종목 채택을 기점으로 아시안 게임 종목 진입을 위해 역량을 집중하고 있다.

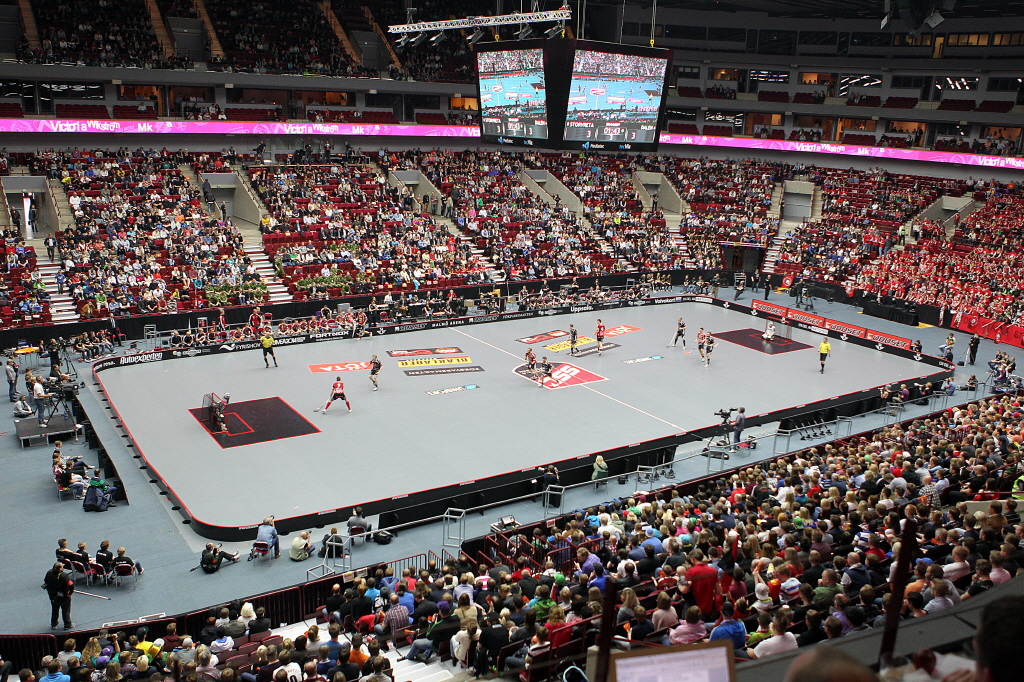
스웨덴 프로 리그(SSL) 결승전

### 한국 플로어볼 역사

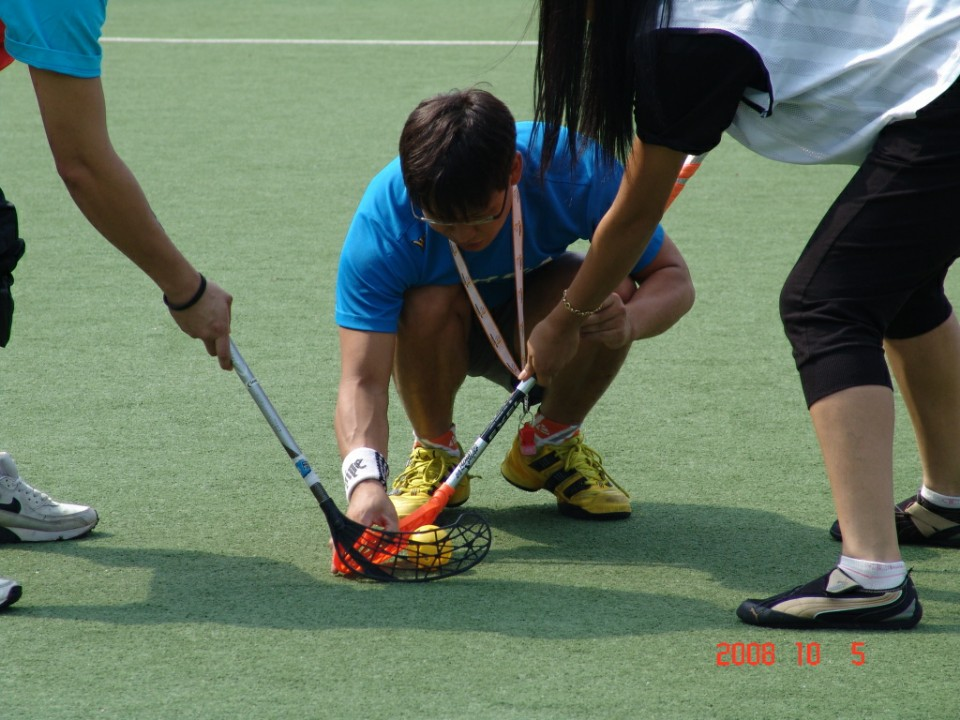
플로어볼 무료 홍보 강습회

ㅊ.”라는 기사 내용을 보고 관심을 갖고 종목을 알아보기 시작하였고 2003년 가을 일본협회를 방문하고 본격적으로 2004년 1월 종주국인 스웨덴협회와 핀란드협회를 공식 방문하여 5,000여명이 참가하는 학생대회(Gothia Cup)를 직접 눈으로 보면서 한국에서도 플로어볼 종목이 인기 있는 스포츠로 성장할 수 있다는 확신이 들어 한국에 도입을 하게 되었다.
2004년 5월 22일에 김황주 이사는 대학동기인 現) 강금성 사무처장과 함께 공식적으로 대한플로어볼협회를 창립하였으며 신안산대학교에서 국내 최초로 클럽 팀을 창단하게 되었고 이를 계기로 춘천 강원대학교에도 두 번째 팀이 생기면서 성장의 기틀을 마련하였다. 또한 2004년 말 첫 공식대회가 개최되었고 이듬해인 2005년에는 열악한 환경에서 첫 남자부 국가대표 팀이 발족되어 싱가포르 아시아선수권대회에 출전하는 발판을 마련하였다.

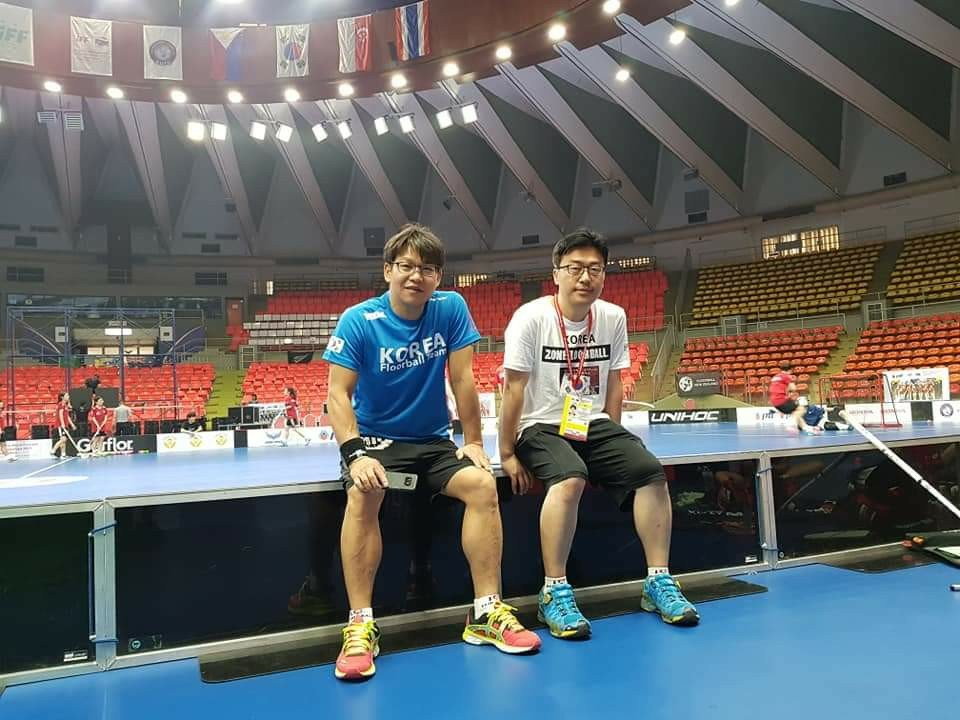
2019 태국 여자 아시아&오세아니아 선수권대회(왼쪽 김황주 이사, 오른쪽 강금성 사무처장)

2004년 중반부터 2012년까지 200여 차례에 걸친 전국의 체육교사 모임과 체육계열의 대학교 및 사회체육센터를 중심으로 지속적인 무료 홍보 활동 및 체계적인 강습회 활동이 이루어지면서 빠르게 확산되었다.
짧은 역사에도 불구하고 한국의 플로어볼은 학교/ 생활체육의 새로운 팀 스포츠로서 높은 인지도 상승으로 2018년 교육부 통계자료에 의하면 정식으로 등록된 초,중,고등학교 플로어볼 스포츠클럽은 1,149개, 학생선수는 13,232명이 활동하고 있다. 또한 학교체육수업 및 레크레이션으로 플로어볼 종목 활동을 하고 있는 인구는 약 15만명에 이를 정도로 빠르게 성장하고 있는 스포츠이다.
또한 지난 16년간(2020년 기준) 정부의 지원이 없는 상황에서 유일하게 국가대표 팀을 운영하는 단체로서 지속적으로 아시아 및 세계선수권대회에 참가하고 있다.
플로어볼 종목은 2011년~16년까지 전국체전 동호인 종목으로 참가하였으며 2012년에는 교육부 전국학교스포츠클럽대회 정식 종목으로 채택되어 학교체육 활성화의 중심 역할을 수행하고 있다. 또한 2013년부터 전국장애학생체전 정식종목으로 참여하고 있다.

## 경기장 시설

### 플로어볼 경기장
플로어볼 경기장은 직사각형이며 마룻바닥이나 우레탄 재질의 바닥에서 경기를 진행한다. 경기장 위에 표시되어야 하는 선은 바닥 색상과 확실하게 분별할 수 있는 색상의 라인테이프(넓이 4~5cm)를 사용하도록 한다.
경기장 라인을 따라 플로어볼 링크(보드)가 설치되어야 하며 보드가 없을 시에는 체육관 벽면을 이용하여 경기를 진행할 수 있다.

## 용기구
플로어볼은 많은 장비가 필요하지 않기 때문에 누구에 쉽게 시작할 수 있는 스포츠이다. 필드 선수는 스틱, 운동복, 운동화가 필요하고, 골기퍼는 보호를 위해 헬멧, 골기퍼 유니폼, 무릎 보호대 등을 의무적으로 착용해야 한다.

대한플로어볼협회에서 주관하는 공식대회에 참가하기 위해서는 골대나 스틱 그리고 공, 헬멧과 같은 용구는 필히 협회에서 공식 인증된 제품을 사용하여야 한다.

### 스틱
| 스틱은 손으로 잡는 부분인 그립(grip)을 포함한 샤프트(shaft)와 볼을 다루는 부분인 블레이드(blade)로 구분된다. 스틱의 재질에 따라 샤프트의 무게나 견고성에 영향을 미치며 초보자에게는 연성의 플라스틱 재질의 샤프트를 권장하는데 이는 볼 컨트롤을 보다 쉽게 해주기 때문이다. 스틱은 레프트(Left), 라이트(Right)로 구분되는 데, 오른손잡이는 그립의 윗부분을 오른손으로 잡는 레프트(Left)스틱을, 왼손잡이는 반대로 그립의 윗부분을 왼손으로 잡는 라이트(Right)스틱을 사용한다. 샤프트의 길이는 기술 습득과 게임의 안전에 영향을 미치므로 중요한 요인이다. 스틱길이의 선택 방법은 일반적으로 스틱을 바닥에 수직으로 놓은 상태에서 배꼽에서 가슴사이까지 길이의 스틱 중에 개인의 신장 및 스타일에 따라 선택할 수 있다. |

### 볼
|  | 공의 무게는 23그램으로 매우 가볍고 연성의 플라스틱 재질로 만들어져 공에 맞아 선수가 부상당하거나 심하게 다치는 경우는 거의 없기 때문에 안전하다. 요즘은 공에 대한 기술적인 연구가 이루어져 수업용 및 경기용 등 다양한 형태의 공이 제작되고 있다. |

### 골대
|  | 플로어볼 정식 경기에 사용되는 골대 크기는 160cm(높이)×115cm(너비)×60cm(깊이)이다. 초등부 경기용의 경우에는 112cm×137cm×60cm이며, 골키퍼가 없는 간이 게임에서는 미니 골대(60cm×90cm)를 사용하기도 한다. |

### 골키퍼 장비
| 골키퍼 일반적으로 무릎을 굽힌 상태에서 빠른 슈팅을 안전하게 막아내기 위해 헬멧, 골키퍼 유니폼(상/하의), 무릎보호대는 반드시 의무적으로 착용해야 하고, 그 밖에 장갑, 가슴보호대 등은 의무사항이 아니지만 학교현장에서는 사용을 권장한다. |
| |

### 플로어볼 링크 (Rink)
|  | 경기장 라인을 따라 설치되는 보드는 FRP 재질로 1개의 길이가 2m이며 이동과 분리가 쉽게 이루어져 경기 중 선수들끼리 충돌 시 부상을 방지해주는 보호막 역할을 한다. 보드가 없는 경우에는 체육관 벽면, 탁구펜스, 나무판자 등과 같은 보드 역할을 대체할 수 있는 시설을 이용할 수 있다. |

### 필드선수 유니폼
|  | 상 의 : 동일한 색상과 디자인의 반팔 또는 긴팔 착용 (뒷면 등번호) 하 의 : 동일한 색상의 반바지 (길이 최대 무릎까지) 착용 경기 전 양 팀 모두 비슷한 색상의 유니폼을 착용한 경우에는 경기대진표 상 어웨이 팀이 팀조끼를 착용한다. |

### 필드선수 고글
|  | 경기 중 볼이나 스틱, 기타 상해로부터 눈을 보호할 수 있는 스포츠 고글은 초등부 및 중등부 종별은 의무적으로 필수 착용(2020년 기준)해야 한다. ※ 단, 안경을 쓴 학생은 고글을 착용한 것으로 간주한다. ※ 고글의 종류 : 플로어볼 고글, 스포츠용 고글 등 |

## 경기 방법

### 선수 구성
| 항목          | 설명                                                                                     |
| 경기 시작     | 경기장의 중앙 지점에서 양쪽 센터가 Face-off(블레이드를 평행하게 위치한 상태)로 시작한다. |
| 선수 등록인원 | 10명~23명(골키퍼 3명 포함)                                                               |
| 스태프 참여   | 5명 이내                                                                                 |

### 경기 시작 및 기본 포지션
- 각 피리어드의 경기 시작과 득점이 일어난 경우 언제나 경기장의 중앙 페이스오프지점에서 경기를 재개한다.
- 양팀 센터 선수가 중앙 지점에 서서 볼을 가운데 두고 스틱의 블레이드를 11 자로 놓고 심판의 호각이 울리면 뒤에 있는 자기 진영으로 볼을 보내는 것이 페이스오프의 방법이다.
- 모든 스틱에는 블레이드로부터 20cm정도 위에 Face-off라인 표시가 있는데 아래 손을 그 라인까지 최대한 깊게 잡는 것이 특징이다.
- 경기를 시작할 때 기본적인 포지션은 아래 그림과 같이 2-1-2 대형으로 중앙라인에 공격수 2명, 센터 1명이 서게 되고 뒤쪽으로 수비수 2명이 위치한다.

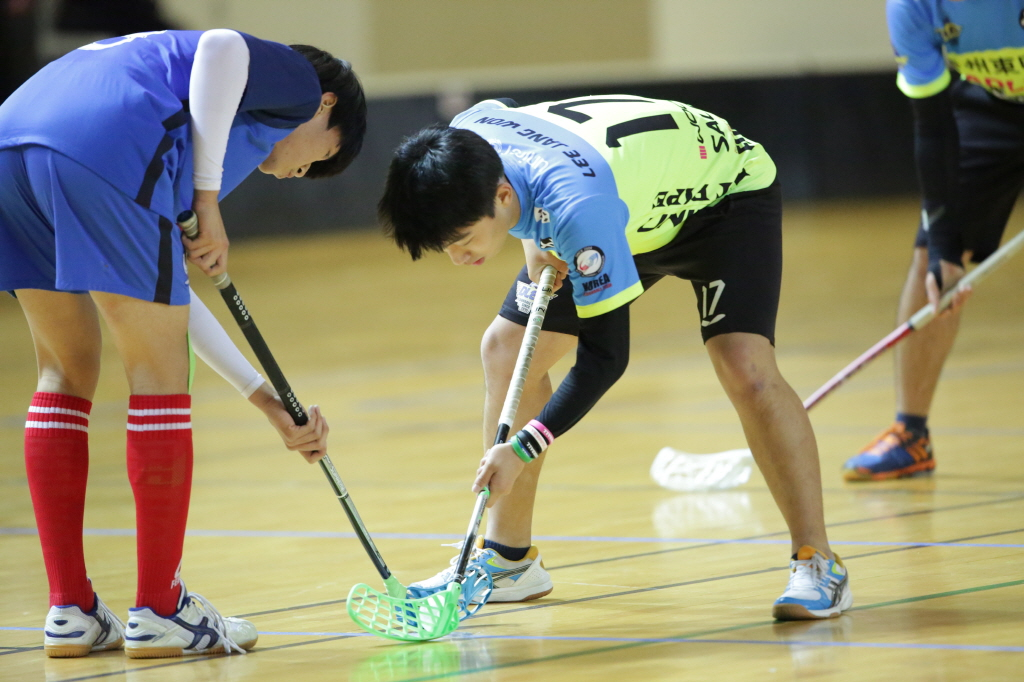
Face-off 자세

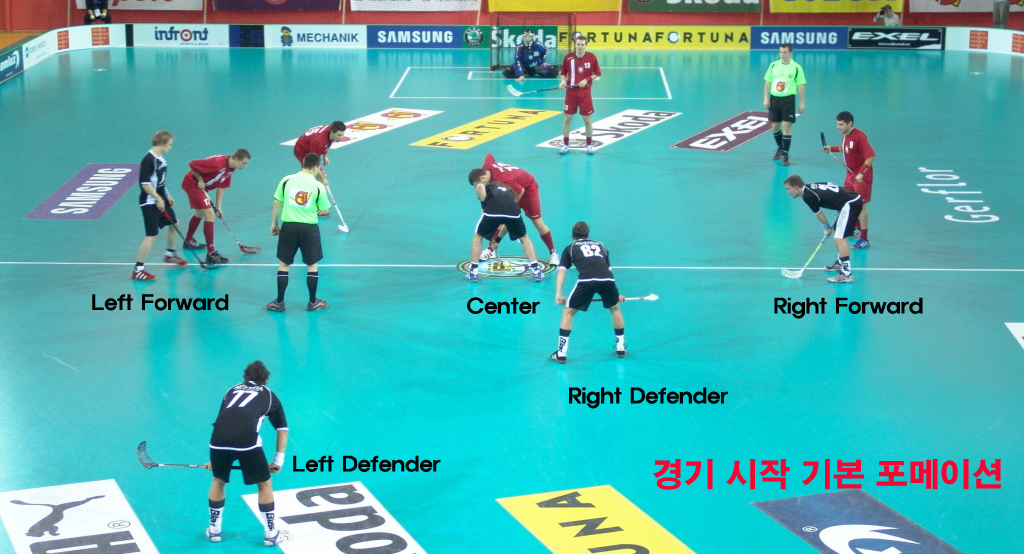
플로어볼 경기 시작 포지션

### 경기 시간
- 국내 초중고 대회의 경우 경기 시간은 참가 팀 수, 경기진행방식(조별리그/ 토너먼트제)에 따라 대회조직위에서 탄력적으로 운용할 수 있다.
- 국내 초중고 대회 : (20분~10분)☓2피어리드 (휴식시간 3분~5분) 또는 단경기
- 국내 대학/일반부 대회 : (20분)☓2피어리드 (휴식시간 5분)
- 국제 대회 : (20분)☓3피어리드 (휴식시간 10분)

플로어볼 경기의 작전타임 시간은 30초이며 경기 당 1회 사용할 수 있으며 팀의 주장이나 코칭스태프가 심판에게 요청할 수 있다.

### 경기 진행
- 플로어볼은 일반적으로 농구와 같이 필드선수 5명이 전원 공격과 전원 수비의 형태로 경기를 진행한다.
- 득점이 일어난 경우 경기 재개는 중앙의 페이스오프 지점에서 시작한다.
- 아래와 같은 경기 상황이 발생한 경우에는 경기타이머를 멈춘다.
  - Face-off, Free-hit, Hit-in, 득점, 작전타임, 부상선수 발생, 경기방해 상황(전광판 오작동, 시설물 이상), 심판의 요청 등
    - 하지만 일반적으로 국내 초중고 대회에서는 원활한 경기 진행을 위해서 득점이나 부상 선수의 발생, 경기방해상황, 심판의 요청을 제외하고 경기타이머를 멈추지 않고 그대로 진행한다.
- 경기 중 선수 교체의 제한은 없다.(포지션별로 자유롭게 교체 가능) 하지만 선수교체 가능 구역 안에서 교체가 이루어져야 하며 플레이를 하고 있던 선수가 선수대기석에 완벽히 들어와야 다음 선수가 경기장으로 진입할 수 있다.
- 경기 중 가장 많이 발생하는 반칙은 스틱과 몸에 의한 반칙으로 발생한 지점에 볼을 놓고 Free-hit 상황을 진행한다.
- 경기 중 일어날 수 있는 조정상황은 ‘Face-off’, ‘Free-hit’, ‘Hit-in’의 3가지 형태로 구분된다.
- 경기 중 위험한 하이스틱 파울을 범한 선수에게는 2분 페널티(퇴장)를 부여한다.
  - 단, 보통의 하이스틱 반칙은 국내 초중고 경기에서는 1차 경고 후, 반복적으로 위험한 하이스틱 반칙을 하면 2분 페널티를 부여한다.

### 득 점
- 득점인정의 기준은 공의 모든 부분이 완벽히 골라인을 통과한 경우이다.
- 경기 중에 골대가 움직인 후 공이 골라인을 통과했다면 득점으로 인정된다. 하지만 골대가 움직인 상황에서 골라인을 통과하지 않고 골대에 들어갔다면 득점으로 인정되지 않는다.
- 상대 수비수의 몸에 맞고 골라인을 통과했다면 득점으로 인정된다.
- ‘Face-off’, ‘Free-hit’, ‘Hit-in’과 같은 조정상황에서도 득점으로 연결될 수 있다.
- 슈팅한 공이 같은 팀의 선수 몸에 맞고 들어간 경우에는 심판의 판단에 따라 달라질 수 있다.
  - 득점인정 : 몸에 맞은 선수가 공과는 상관없이 의도적이지 않은 경우
  - 득점불인정 : 몸에 맞은 선수가 의도적으로 신체를 이용한 경우
- 공의 높이가 무릎 위 이상에서 스틱의 샤프트에 맞고 들어간 경우 득점으로 인정되지 않는다.

## 같이 보기
- 하키
- 플로어 하키